# Специальный отдел (Бангладеш)
Специальный отдел (бенг. স্পেশাল ব্রাঞ্চ, англ. Special Branch, SB) — спецслужба Бангладеш, в задачи которой входит регистрация и контроль за иностранцами, иммиграционный контроль, обеспечение защиты VIP. Подчиняется непосредственно премьер-министру Бангладеш. Является единственной спецслужбой Бангладеш, которая работает одновременно на стратегическом, оперативном и тактическом уровнях. В случае необходимости может вести операции за пределами страны.

## История
Структура и функции Специального отдела в основном унаследованы от государственных разведывательных структур, которые функционировали на территории Бенгалии во время британского колониального режима. Ещё в 1908 британские колониальные власти создали в Бенгалии в структуре региональных органов Имперской полиции несколько специальных центров для сбора информации о подпольных индийских организациях — в Мидинипуре, Баришале, Деогаре, Кастии, Кхулне, Джессоре. В крупных городах, таких как Мидинипур, Дакка, Читтагонг в структуру руководства местной полиции была введена дополнительная должность суперинтенданта полиции по разведке, в обязанности которого входило:
- Сбор информации о подпольных организациях на подведомственной ему территории.
- Расследование конкретных преступления, совершенных подпольными организациями.

Созданная в Бенгалии система положительно себя зарекомендовала в период до получения независимости. После раздела Британской Индии в 1947 и создания Западного и Восточного Пакистана на территории Восточного Пакистана действовали спецслужбы, организованные в западной части страны, прежде всего подразделения Межведомственной разведки. Во время войны за независимость Бангладеш 1971, партизанские отряды «Мукти-бахини» сформировали свою разведывательную сеть, которая, в частности, обеспечивала взаимодействие с подразделениями индийской армии. После провозглашения независимости Бангладеш Специальный отдел был сформирован наряду с другми спецслужбами страны.

## Функции и организационная структура
Специальный отдел формально является одним из подразделений полиции Бангладеш, но при этом имеет достаточно широкую автономию в своей деятельности и подчиняется непосредственно премьер-министру Бангладеш. Руководитель Специального отдела по должности является заместителем Генерального инспектора полиции Бангладеш (англ. Additional Inspector General). Специальный отдел имеет 12 функциональных отделов по различным направлениям деятельности, наиболее важными из которых считаются планирование мероприятий в сфере безопасности и контрразведка, а также 64 территориальных подразделения (англ. District Special Branch — по подразделению в каждой провинции страны). Головной офис Специального отдела — 10-этажное здании в районе Малибаг в Дакке, известное как KPI (Key Point Installation). Персонал Специального отдела набирается исключительно из сотрудников полиции. Руководителем Специального отдела в настоящее время является Забед Патвари.